# Maxim Schalmaghambetow
Maxim Schalmaghambetow (* 11. Juli 1983 in Zelinograd) ist ein ehemaliger kasachischer Fußballspieler.

## Karriere
Seine Profikarriere begann 2002 bei seinen Heimatklub FK Astana. Nach einem schwachen Jahr wechselte er Ende 2002 zu Ekibastusez Ekibastus. Auch hier kam er nur zu 2 Einsätzen, deswegen wechselte er schon im Juli desselben Jahres zu Schastar Astana, in die zweite kasachische Liga. Hier konnte er auch nicht seine ganze Klasse ausspielen und wurde trotzdem von seinem Heimatverein zurückgeholt.
In 66 Spielen erzielte er für FK Astana 11 Tore. 2008 wechselte er zum belgischen Zweitligisten Royal Antwerpen, dort kam er aber nur einmal zum Einsatz und kehrte im Juni 2008 nach Astana zurück. 2009 wechselte er zu Schetissu Taldyqorghan. Im Januar 2010 unterschrieb er einen Vertrag bei Irtysch Pawlodar. Nach Stationen bei Lokomotive Astana, Ordabassy Schymkent und FK Atyrau in der kasachischen Erstklassigkeit, kam er 2013 zu seinem ehemaligen Klub FK Astana-64, der bereits in der zweithöchsten kasachischen Liga vertreten war. Nachdem er danach ab 2014 für ein Jahr pausierte, heuerte er noch einmal für wenige Einsätze beim kasachischen Zweitligisten Qyzyljar Petropawl an, bei dem er daraufhin 2015, kurz nach seinem 32. Geburtstag, sein Karriereende bekanntgab.

## Nationalmannschaft
Maxim Schalmaghambetow hat in seiner Zeit als Nationalspieler von 2004 bis 2008 in 30 Spielen ein Tor für sein Heimatland erzielt.

## Erfolge
mit FK Astana
- Kasachischer Meister: 2006
- Kasachischer Pokalsieger: 2002 und 2005